# Brownea rosa-de-monte
Brownea rosa-de-monte är en ärtväxtart som beskrevs av Peter Jonas Bergius. Brownea rosa-de-monte ingår i släktet Brownea och familjen ärtväxter. Inga underarter finns listade i Catalogue of Life.